# 环陵路
南京道路，穿过紫金山东部，长约6公里，北与玄武大道、太龙路相接，南端在马群广场（环岛）与中山门大街、宁杭公路、钟牛路相交。
Template:南京中山系列地名